# びわ湖浜大津駅

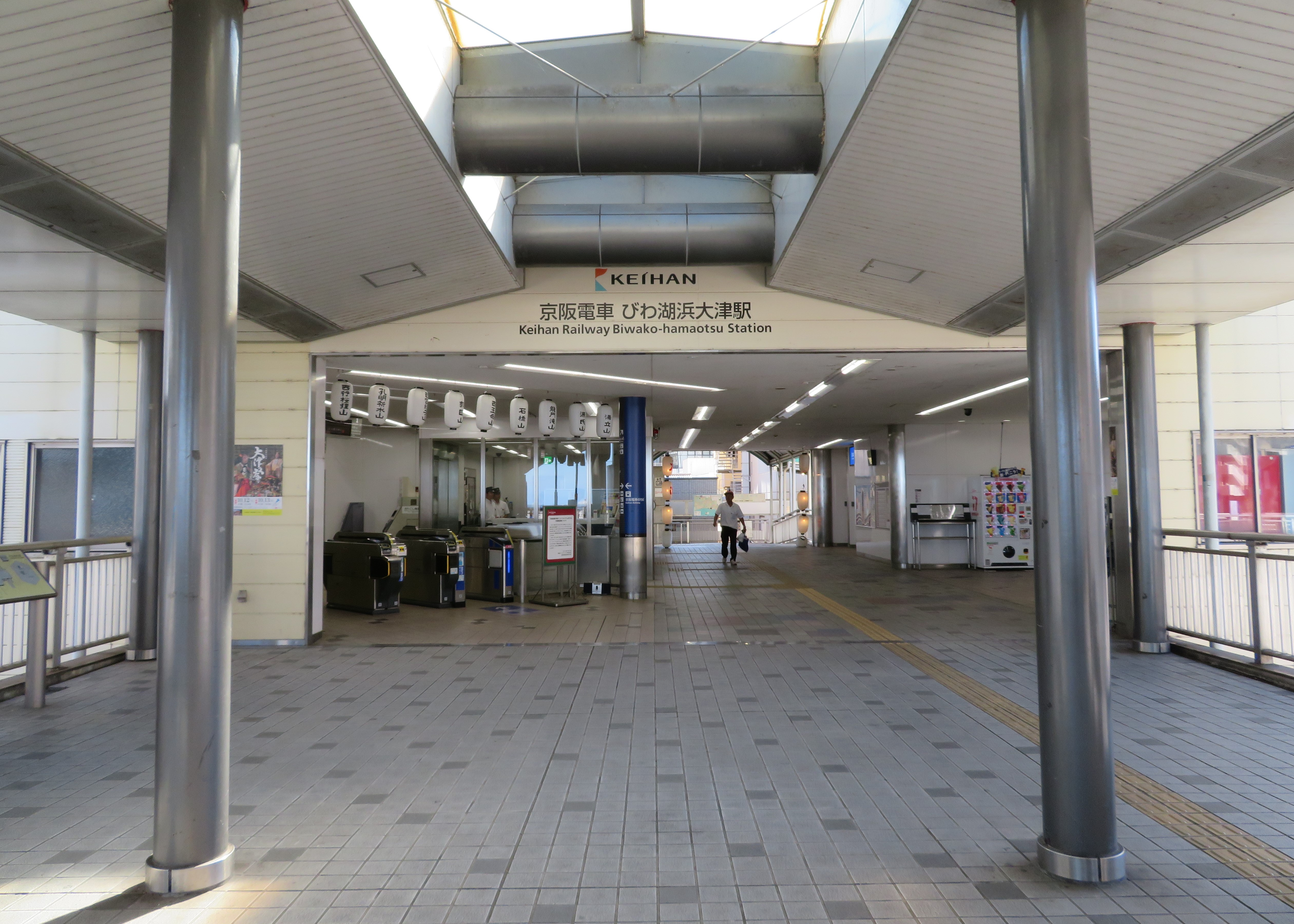
北側入口（2019年9月）

びわ湖浜大津駅（びわこはまおおつえき）は、滋賀県大津市浜大津一丁目にある、京阪電気鉄道の停留場。駅番号はOT12。
本項目では日本国有鉄道（官設鉄道）および江若鉄道に存在した浜大津駅（はまおおつえき）についても記述する。

## 利用可能な鉄道路線
- 京阪電気鉄道
  - 石山坂本線[3][4]
  - 京津線[3][4][5]

## 歴史
元は官設鉄道の初代大津駅として開業した。その後関ケ原 - 馬場（現在の膳所駅）間（湖東線）の開業により支線の駅となる（後に大津線と制定）。その後、石山坂本線の前身・大津電車軌道の開業に伴い国鉄は旅客営業をやめ、国鉄駅は貨物駅となった（貨物支線として東海道本線に編入。通称・浜大津線）。
湖東線開業の頃より支線の末端部に「大津」を冠する駅が位置する事に異論を唱える声があり、大津商業会議所が国鉄に対して馬場駅を大津駅に、大津駅を三井寺駅に改称するように要望を出していた。これは大津線の貨物支線化後に実現したが、国鉄が命名したのは浜大津駅であった。
1925年に江若鉄道と京阪京津線が相次いで乗り入れ、駅の位置と構造はその後数度の変化を遂げる。江若と国鉄の浜大津駅は1969年に廃止され、現在の京阪の浜大津駅は1981年にびわこ国体に絡む大津市の都市計画事業の一環として、石山坂本線の駅の北隣に当たる同駅の跡地に建設されたものである。

大津駅周辺の線路変遷 （別バージョン：高速版／簡略版）

以下の年表には国鉄時代を含めて記す。

### 年表
- 1880年（明治13年）7月15日：官設鉄道の大津駅（おおつえき）として開業[7]。
- 1889年（明治22年）7月1日：関ケ原 - 馬場（現在の膳所駅）開業に伴い支線の駅となり、旅客営業を廃止[7]。
- 1898年（明治31年）8月1日：旅客営業を再開[7]。
- 1913年（大正2年）[6]
  - 3月1日：大津電車軌道の大津駅が開業[7]。国鉄駅は旅客営業を廃止し、貨物駅となる。
  - 6月1日：国鉄の大津駅が浜大津駅（はまおおつえき）に改称[8]。大津電車軌道もの駅も同じく改称される[7]。
- 1922年（大正11年）5月15日：浜大津 - 三井寺間開業[7]。
- 1925年（大正14年）
  - 4月3日：江若鉄道の新浜大津駅（しんはまおおつえき）が開業[11]。
  - 5月5日：路線延伸により京阪京津線の浜大津駅開業。
- 1927年（昭和2年）1月21日：合併により大津電車軌道が琵琶湖鉄道汽船となる。
- 1929年（昭和4年）4月11日：合併により琵琶湖鉄道汽船の停留場が京阪電気鉄道石山坂本線の停留場となる。
- 1939年（昭和14年）6月20日：京津線と石山坂本線の連絡線が完成[9]。同時に石山坂本線の浜大津駅はやや東に移動。
- 1943年（昭和18年）10月1日：京阪電気鉄道が合併により京阪神急行電鉄（現・阪急電鉄）となる。
- 1944年（昭和19年）4月：輸送力増強のため、それまで全線に渡っていた低床車の直通運転区間を近江神宮前駅以南に短縮。それに伴い石山坂本線の浜大津駅は仮設の高床ホームを急造して、ラッシュ時には高床車が浜大津まで乗り入れる形が取られた。
- 1946年（昭和21年）5月10日：京津線の浜大津駅を、石山坂本線南側の路上から北側の船溜跡に移設。頭端式凹形ホーム1面の終着駅タイプとなる。同時に石山坂本線・石山方面への連絡線を複線化[9]。
- 1947年（昭和22年）1月25日：江若鉄道が国鉄浜大津駅から膳所駅まで直通運転[7][6]。
- 1949年（昭和24年）12月1日：京津線・石山坂本線が京阪神急行電鉄から分離。再び京阪電気鉄道の停留場となる。
- 1957年（昭和32年）
  - 1月10日：浜大津駅改良工事着工。
  - 2月13日：浜大津駅改良工事が運輸・建設両大臣から認可。
  - 3月20日：総工費2,637万円を投じた改良第1期工事完成。携帯品一時預り業務を開始、京津線の乗り場が頭端式E形ホーム2面に改良される。併せて石山坂本線の浜大津駅を対向式高床ホーム2面の「浜大津（東口）駅」として整備し、北側（上り線）ホームに駅舎を設置[7][9]。
  - 4月21日：入場券の発売を開始。
  - 7月15日：改良第2期工事完成。石山坂本線との間はスイッチバックでの連絡に変更。軌道内と構内に駅前広場舗装緑地帯を新設し、構内売店を新設。
- 1965年（昭和40年）7月10日：江若鉄道が浜大津 - 膳所間の直通運転を廃止。再び終着駅になる[7]。
- 1969年（昭和44年）11月1日：江若鉄道、国鉄浜大津線廃止に伴い、江若鉄道および国鉄の浜大津駅が廃止[7]。
- 1980年（昭和55年）7月23日：びわこ国体の開催に絡み、京津線・石山坂本線の浜大津駅の統合が決定。江若鉄道の浜大津駅跡地に建設することとなり、地鎮祭と起工式を挙行[10]。
- 1981年（昭和56年）
  - 4月12日：京津線と石山坂本線の停留場を新駅舎に統合・移転[7][9][10]。
  - 7月31日：移設・統合化工事が完成[12]。
  - 10月3日：浜大津総合ターミナルが完成し、現在の形となる[10][12]。
- 1986年（昭和61年）5月16日：浜大津駅、石山寺側に回生電流吸収装置を設置、使用開始。回生電流は浜大津駅の照明などに利用。
- 1993年（平成5年）11月 - 翌年3月頃：京津線の4両化に伴い、ホームを南に延長。また京津線車両が折り返すための引き上げ線も4両対応化された。
- 1998年（平成10年）10月1日：ホームと橋上駅舎間のエレベーター使用開始。
- 1999年（平成11年）
  - 3月31日：駅舎改良工事を竣工[13]。
  - 10月3日：滋賀県「住みよい福祉のまちづくり賞」を受賞。
- 2007年（平成19年）4月1日：PiTaPaが利用可能となる。
- 2008年（平成20年）8月：医療法人社団洛和会より寄贈を受け、AEDを設置[14]。
- 2014年（平成26年）3月8日：改札階とプラットホーム間のエスカレーターの更新工事が完成、使用開始[15]。
- 2016年（平成28年）11月：耐震補強工事竣工[16]。
- 2017年（平成29年）
  - 8月4日：ホームの行先表示機を更新[17]。
  - 8月7日：コンコースの行先表示機を更新[17]。
- 2018年（平成30年）3月17日：駅名をびわ湖浜大津駅（びわこはまおおつえき）に改称[6][18][19][20][21]。

## 停留場構造

### 京阪電気鉄道 びわ湖浜大津駅
島式ホーム1面2線を持つ地上駅である。橋上駅舎を有する。改札口は1か所で自動化されている。PiTaPa・ICOCAは京津線、石山坂本線両線で利用可能。
ホームとの段差は、京津線車両の場合はホームとほぼ同一面になっているのに対し、石山坂本線車両の場合はそれよりもやや高いため、若干の段差が生じてしまう。駅員配置駅であるため、必要があれば駅員が折りたたみ式スロープを設置して乗降に対処する。
京津線の電車は2番線に到着後、石山寺方にある引き上げ線に入ってから折り返し、1番線に入線して再び御陵方へ向かう。京津線は当駅発車後すぐに90度のカーブを通過する。

#### のりば

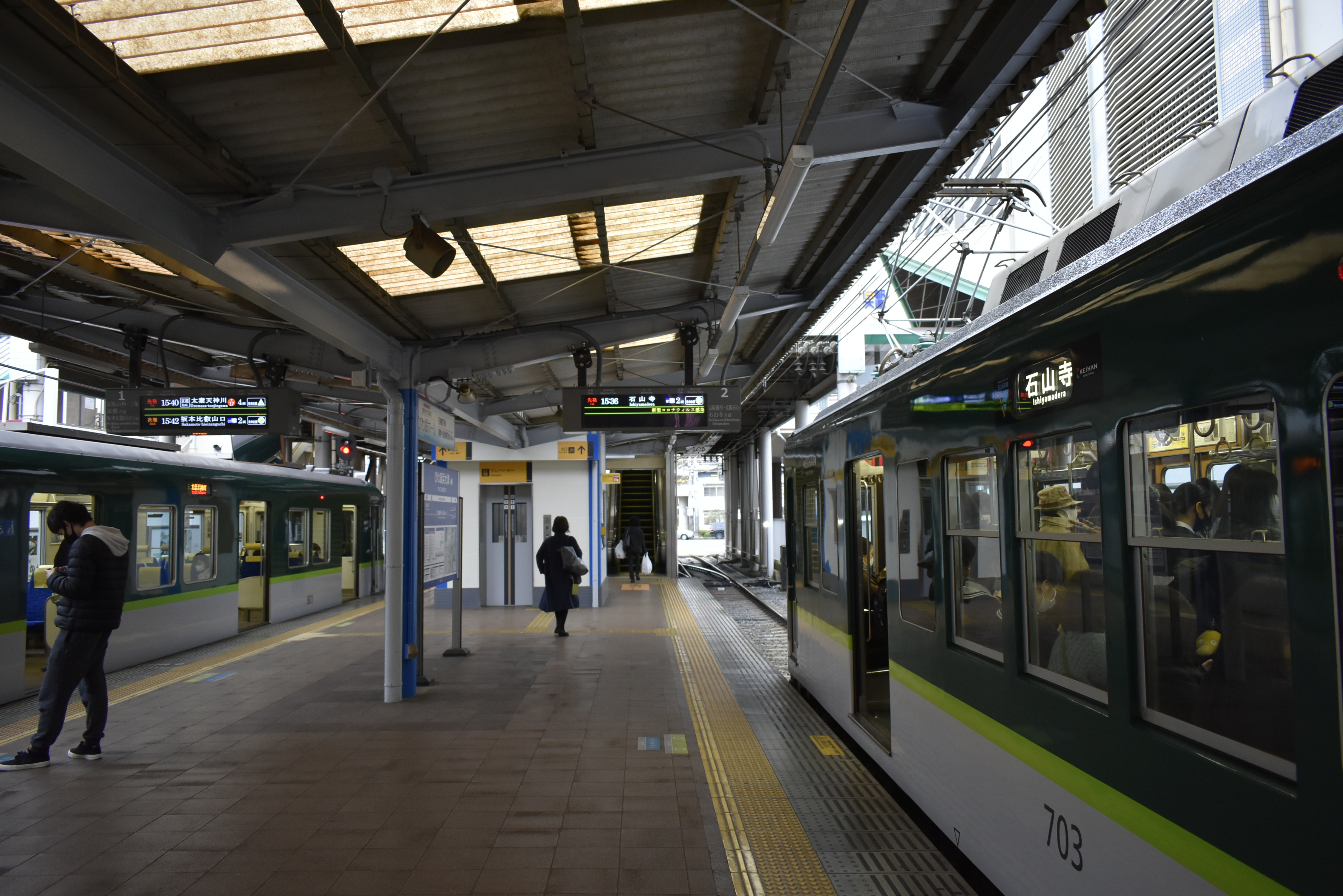
ホーム（2020年11月）。京津線車両（左）と石山坂本線車両（右）でホームからの床面の高さが異なる

| のりば | 路線        | 方向 | 行先                               | 備考                         |
| ------ | ----------- | ---- | ---------------------------------- | ---------------------------- |
| 1      | ▼石山坂本線 | 下り | 坂本比叡山口方面                   |                              |
| 1      | ▲京津線     | 下り | 京阪山科・三条京阪・太秦天神川方面 | 御陵駅より地下鉄東西線へ直通 |
| 2      | ▼石山坂本線 | 上り | 石山寺方面                         |                              |
| 2      | ▲京津線     | 上り | （到着列車降車ホーム）             |                              |

### 日本国有鉄道・江若鉄道 浜大津駅（廃止）
国鉄・江若鉄道の浜大津駅は京阪線より湖側にあった。膳所 - 浜大津間を三線軌条で京阪線と共用した線路は駅手前で湖側に分岐し、陸側に江若鉄道駅舎が、湖側に国鉄貨物駅の構内が広がっていた。江若鉄道の旅客用ホームは1面1線のみで、残りの線路は入換線と貨物留置線である。
|            | 膳所 - 浜大津駅 配線略図 | → 近江今津 方面 |
| 凡例 出典: |                          |                 |

## 停留場周辺
浜大津地区の交通の要衝となっている。琵琶湖寄りには大津港があり、そこから遊覧船が発着する。
- 大津港
- 滋賀銀行本店営業部
- 浜大津アーカス
- 琵琶湖ホテル
- 明日都浜大津
- 浜大津郵便局
- 旧大津公会堂 - 滋賀県近代化遺産[28]
- 大津市立図書館
- 大津市役所中央支所[29]
- 大津祭曳山展示館
- 大津湖岸なぎさ公園
- 滋賀県道7号大津停車場線
- 滋賀県道18号大津草津線
- 滋賀県道47号伊香立浜大津線
- 滋賀県道102号大津湖岸線
- 滋賀県道558号高島大津線

## バス路線
大津港側にバスターミナルがあり、下記の各路線が発着する。なお、停留所名は京阪バスと江若交通は「びわ湖浜大津」、近江鉄道バスは「浜大津」となっている。
| びわ湖浜大津（近江鉄道バスは「浜大津」） | びわ湖浜大津（近江鉄道バスは「浜大津」） | びわ湖浜大津（近江鉄道バスは「浜大津」） | びわ湖浜大津（近江鉄道バスは「浜大津」）                                                       |
| 乗り場                                   | 運行事業者                               | 系統または路線名・行先                   | 備考                                                                                           |
| ---------------------------------------- | ---------------------------------------- | ---------------------------------------- | ---------------------------------------------------------------------------------------------- |
| 1                                        |                                          |                                          | （降車専用）                                                                                   |
| 2                                        | 江若交通                                 | 102・103：堅田駅 125：比叡山坂本駅       | 102：平日夕方以降に運行（102は県庁前始発、本数わずか） 125：日中時間帯に運行                   |
| 3                                        | 江若交通                                 | 102：県庁前 103・125：大津駅             | 102：平日朝に運行（本数わずか） 125：日中時間帯に運行                                          |
| 3                                        | 京阪バス                                 | 66A：大津駅                              | 66A：平日2便、土曜・休日1便のみ運行                                                            |
| 3                                        | 近江鉄道バス                             | 湖岸線：石山駅 近江大橋線：草津駅西口    | 湖岸線：平日のみ運行（湖岸道路経由） 近江大橋線：土曜・日曜・祝日の朝1便はイオンモール草津止り |
| 4                                        | 近江鉄道バス                             | 鶴の里団地線：花屋敷池の里               | 鶴の里地区の経路は午前・午後で多少異なる。                                                     |
| 5                                        | 京阪バス                                 | 66A：比叡平                              | 平日2便、土曜・休日1便のみ運行                                                                 |
| 6                                        |                                          |                                          | （高速バス乗り場：使用停止）                                                                   |

付記事項
- かつては滋賀交通（現：滋賀バス）の路線が乗り入れており、水口（水口町役場前）へ運行する路線の設定もあった[注釈 1]。他の各事業者も長距離路線を運行していたが、すべて廃止された。
- 京阪バスは過去に山科駅へ向かう路線バス（46号経路）や石山駅へ向かう路線バス（25号経路：湖岸道路経由、66号経路：国道経由）を運行していたが、山科駅発着は2006年7月1日のダイヤ改正で、国道経由石山駅発着（66号経路）は2020年12月7日[33]のダイヤ改正で、湖岸道路経由石山駅発着（25号経路）は2024年4月1日[34]のダイヤ改正でそれぞれ廃止された。なお、石山駅発着の路線バスは近江鉄道バスも運行しているが、国道経由は2021年9月のダイヤ改正で廃止となった[注釈 2]。

## その他
- 第3回近畿の駅百選に選定された。
- 1981年の停留場の統合（移転改築）以前は頭端式の京津線ホームで石山寺方面に向けてスイッチバックする配線であったが、1950年代後半から60年代にかけてこの形に整備されたのは、国鉄（現・JR西日本）湖西線の建設計画がまだなかった時代に京津線と江若鉄道の直通運転を企図してのことで、狭軌・標準軌及び電化・非電化と環境の異なる路線を走破できる「軌間可変機構の気動車（いわゆるフリーゲージトレイン）」を開発して淀屋橋 - 近江今津間を直通する計画が立てられていた[35]。この時期の石山坂本線の浜大津駅は「浜大津（東口）」と表記されており、停留場構造は相対式ホーム2面2線で北側（上り線）ホームに駅舎があり、南側ホームと構内踏切で連絡されていた。京津線と石山寺方面との間を直通する電車は、上記の通り頭端式の京津線浜大津駅（現在明日都浜大津が建っている場所）でスイッチバックを行い、両駅に停車していた。そのため、京津線と坂本方面とを行き来するには、乗客が一度改札口から出る徒歩連絡の方法をとっていた（当駅より先の駅までの乗車券も、係員に一度提示する必要があった）[9]が、統合によりこの徒歩連絡は解消された[10]。その後湖西線が建設・開業し、江若鉄道線も廃止されて京阪本線・京津線と江若鉄道線の直通列車の設定の見込みがなくなったため、旅客の乗り換えの利便性という観点から停留所を統合することになり、1981年に現在地に移転のうえ停留所は統合された。また、開業当時は路面電車タイプの車両に対応した低床ホームだったが、四宮車庫の火災で低床車が激減したことを機に石山坂本線の車両を高床車に統一する方針が決まり、それに合わせてホームを完全に高床化するとともに[要出典]、京津線浜大津駅のターミナル化整備の一環として駅舎が設置された。
- 1981年の移転改築で配線が変わってスイッチバックが解消されることになり、そのままでは石山坂本線内で京津線車両の向きが逆になるため保守点検などで不都合が生じることになった。そこで錦織車庫に転車台を仮設して、同年5 - 6月にかけて1両ずつ方向転換させる作業が行われた[36][37]。

## 隣の停留場
京阪電気鉄道
▼石山坂本線
島ノ関駅 (OT11) - びわ湖浜大津駅 (OT12) - 三井寺駅 (OT13)
- かつては島ノ関駅との間に紺屋ヶ関駅と大橋堀駅が、三井寺駅との間に川口駅が存在した。

▲京津線
上栄町駅 (OT35) - びわ湖浜大津駅 (OT12)
- 1946年まで上栄町駅との間に札ノ辻駅が存在した。

### かつて存在した路線
日本国有鉄道
東海道本線支線（浜大津線）
膳所駅 - 浜大津駅
- 旧・大津線。大津線時代はこの間に石場駅と紺屋関駅があった。

江若鉄道
江若鉄道線
（膳所駅 - ）浜大津駅 - 三井寺下駅